# Eleonora Gonzaga (1630–1686)
Pentru alte femei cu același nume, vezi Eleonora Gonzaga (dezambiguizare)
Eleonora Gonzaga (n. 18 noiembrie 1630, Mantova, Ducatul de Mantova⁠(d) – d. 6 decembrie 1686, Viena, Monarhia Habsburgică) a fost soția împăratului Ferdinand al III-lea al Sfântului Imperiu Roman.